# Horní Tošanovice
Horní Tošanovice (Duits: Ober Toschonowitz) (Pools: Toszonowice Górne) is een Tsjechische gemeente in de regio Moravië-Silezië, die deel uitmaakt van het district Frýdek-Místek. Horní Tošanovice telde in 2006 497 inwoners. Het dorp ligt in het historische Hertogdom Teschen en werd in 1305 voor het eerst in schriftelijke bronnen genoemd.